# Rosenbielke
Rosenbielke var en svensk adelsätt sannolikt efter 1806. Arvid i Löfsta upptages redan 1526 bland Smålands frälse och »Arwed i Lesta» uppräknas 1530 bland Smålands rusttjänstskyldiga frälse och var gift med Anna Bengtsdotter (Ginbalk av Grisatorp). 
Sönerna Olof Arvidsson och Jöns Arvidsson adlades 1576 och 1579. Ättens äldsta frälsegård var Lästad i Blädinge socken, Kronobergs län.  Gården ligger vid sjön Salens västra strand, ungefär halvvägs mellan Blädinge kyrka och sjöns sydspets. 
Vapen: Ätten Rosenbielke förde i vapnet en röd bjälke, belagd med tre stjärnor, i rött fält, och på hjälmen ett rött och blått horn